# Дашков, Николай Иванович
Николай Иванович Дашков (1926 — 2019) — советский токарь-рационализатор. Герой Социалистического Труда (1974).

## Биография
Родился 9 мая 1926 года в деревне Солосцово, Московской области в рабочей семье.
После окончания Коломенской семилетней школы и в 1941 году — заводского ремесленного училища начал работать токарем на Коломенском машиностроительном заводе им. В. В. Куйбышева. С началом Великой Отечественной войны, после эвакуации завода в город Киров, работал трактористом на Коломенской машинно-тракторной станции.
С 1943 года призван в ряды РККА, служил в железнодорожных войсках, участник Великой Отечественной войны. В 1950 году в звании старшего сержанта был демобилизован из Красной армии.
С 1951 года — токарь машиностроительного цеха Коломенского тепловозостроительного завода им. В. В. Куйбышева, обрабатывал коленчатые валы для дизелей тепловозов. 12 мая 1977 года «за выдающиеся производственные успехи, достигнутые в выполнении плана на 1976 год и принятых социалистических обязательств» Указом Президиума Верховного Совета СССР Николаю Ивановичу Дашкову было присвоено звание Героя Социалистического Труда с вручением Медали «Серп и Молот» и Орденом Ленина.
Помимо основной деятельности в 1976 году избирался делегатом XXV съезда КПСС и членом Коломенского горкома КПСС.
С 1986 года находясь на пенсии продолжал до 1994 года трудится на заводе в качестве наставника молодёжи. Умер 8 августа 2019 года в Коломне.

## Награды
- Медаль «Серп и Молот» (12.05.1977)
- Два Ордена Ленина
- Орден Октябрьской революции
- Орден Знак Почёта

## Звания
- Почётный гражданин Коломны (2016)